# قانون الهجرة والجنسية لعام 1952
قانون الهجرة والجنسية لعام 1952 (قانون عام رقم 82-414, 66 تشريع رقم 163، الذي سُن في تاريخ 27 يونيو 1952)، المعروف أيضًا باسم قانون ماكاران-والتر، المصنف تحت البند الثامن من مجموعة القوانين الأمريكية (مجموعة قوانين الولايات المتحدة 8 الفصل 12)، هو قانون يدير الهجرة إلى الولايات المتحدة والمواطنة فيها، وهو ساري المفعول منذ 27 يونيو 1952. وقبل هذا القانون، تولت عدة تشريعات إدارة قانون الهجرة غير أنها لم تكن منظمة ضمن نص واحد متكامل.

## التاريخ التشريعي
نوقش قانون الهجرة والجنسية لعام 1952 وأقِر في سياق ما ساد في حقبة الحرب الباردة من مخاوف وشكوك حول تسلل جواسيس الشيوعيين والسوفيت ومناصريهم في المؤسسات الأمريكية والحكومة الفدرالية. وأدت النزعة المناهضة للشيوعية والتي ارتبطت بموجة الخوف الأحمر الثانية والمكارثية في الولايات المتحدة إلى مناداة مناصري التقييدات السياسية بفرض منظومة انتقائية للمهاجرين بهدف حماية الأمن القومي. واقترح السيناتور بات ماكاران (ولاية نيفادا)، رئيس المجلس الإداري للجنة القضائية في مجلس الشيوخ، مشروع قانون هجرة للحفاظ على الوضع الراهن في الولايات المتحدة ووقاية البلاد من الشيوعية و«المصالح اليهودية» والعواقب غير المرغوبة التي اعتبرها تهديدات خارجية للأمن القومي. وتضمن مشروع قانون الهجرة هذا إجراءات مقيِدة مثل رفع سوية إعادة النظر في المهاجرين المحتملين وزيادة الترحيل وتشديد صرامة إجراءات التجنيس، وقد صب مشروع القانون تركيزه أيضًا على إيثار المتمتعين بالإمكانيات الاقتصادية والمهارات المميزة والتعليم. إضافة إلى ذلك، اقترح النائب فرنسيس إي. والتر (ولاية بنسيلفانيا) مشروع قانون هجرة مشابهًا على مجلس النواب.
وردًا على مشروع قانون الهجرة الليبرالي الذي قدمه النائب إيمانويل سيلر (ولاية نيويورك) والسيناتور هربرت إتش. ليمان (ولاية نيويورك)، جمع بات ماكاران وفرنسيس إي. والتر اقتراحاتهما بتقييد الهجرة في مشروع قانون ماكاران-والتر واستعانا بمساندة المنظمات ذات النزعة الوطنية وتلك الخاصة بالمحاربين القدامى. وقد وقفت العديد من المجموعات المنادية بإصلاح قانون الهجرة، مدعومةً من قبل نواب من ائتلافات عرقية ومنظمات حقوق مدنية ونقابات عمالية، في وجه اقتراحات تقييد الهجرة ودعت إلى إصلاح أكثر شمولًا في قانون الهجرة. وسعى المناهضون لمشروع القانون المقيِد من أمثال ليمان إلى التخطيط لطريقة توحد عمل المجموعات لمقاومة حملة ماكاران. وعلى الرغم من الجهود المبذولة للمقاومة، تغلب نفوذ ماكاران باعتباره رئيس المجلس الإداري للجنة القضائية في مجلس الشيوخ في نهاية المطاف على الائتلاف المنادي بالإصلاح الليبرالي لقانون الهجرة.
وقد استخدم الرئيس هاري ترومان حق النقض ضد قانون ماكاران-والتر لأنه تابع العمل وفق نظام حصص قائم على الموطن الأم يُظهر تمييزًا تجاه حلفاء محتملين يؤوون جماعات شيوعية، غير أن الكونغرس تجاوز حق النقض بنسبة ثلثي الأصوات في كلا المجلسين. ولقد سنّ الكونغرس الأمريكي الثاني والثمانون القانون، فأصبح ساري المفعول وبدأ العمل به يوم 27 يونيو 1952. وكان من شأن إقرار مشروع قانون ماكاران-والتر، المعروف باسم قانون الهجرة والجنسية لعام 1952، أن يمهد الطريق لحملة نادت بإجراءات أكثر صرامة في ما يتعلق بالهجرة إلى الولايات المتحدة.

## الأحكام
ألغى قانون الهجرة والجنسية لعام 1952 التقييدات العنصرية التي وُجدت في تشريعات الولايات المتحدة للهجرة والتجنيس التي تعود إلى قانون التجنيس لعام 1790، بينما حافظ على نظام حصص قائم على الجنسيات والمناطق. وفي نهاية المطاف، رسخ قانون 1952 نظامَ تفضيل يحدد المجموعات العرقية التي يُرحب بهجرتها إلى الولايات المتحدة وأولى أهمية كبيرة للمؤهلات المهنية. وقد عرّف قانون 1952 ثلاثة أصناف من المهاجرين: المهاجرين ذوي المهارات المميزة أو الذين لهم أقرباء من مواطني الولايات المتحدة ويكونون معفيين من نظام الحصص ويُقبلون دون تقييدات، والمهاجرين الاعتياديين الذين يُفترض ألا يتجاوز عددهم 270,000 مهاجر سنويًا، واللاجئين.
ووسّع تعريف «الولايات المتحدة» لأغراض تتعلق بالجنسية، إذ شملت غوام، إلى جانب بورتوريكو وجزر العذراء الأمريكية المشمولة أساسًا. فبات الأشخاص الذين يولدون في هذه المناطق بدءًا من تاريخ 24 ديسمبر 1952 يحظون بالمواطنة الأمريكية منذ مولدهم وفقًا لنفس المعايير التي تنطبق على من يولدون في أجزاء أخرى من الولايات المتحدة.

### الحصص الوطنية
ألغى قانون ماكاران-والتر تصنيف «الأجنبي غير المؤهل للمواطنة» من قانون الهجرة الأمريكي، وكان ذلك التصنيف لا ينطبق عمليًا سوى على الأشخاص ذوي الأصول الآسيوية. وخُصصت حصص للدول الآسيوية بمعدل 100 مهاجر لكل دولة، مع حساب ذوي الأصول الآسيوية من مواطني الدول غير الآسيوية ضمن حصص دولة أسلافهم الآسيوية أيضًا. وحُددت الهجرة الإجمالية من «المنطقة الآسيوية المحظورة» بعدد 2000 شخص سنويًا. ولقد شُهد ضغط قوي في سبيل إقرار القانون من قبل اتحاد المواطنين الأمريكيين الصينيين وتحالف المواطنين الأمريكيين اليابانيين واتحاد أمريكا الفلبيني والجمعية الوطنية الكورية رغم كون ذلك إجراءً إضافيًا، إذ كانت تلك المنظمات تطمح إلى الإلغاء الكامل لنظام الحصص القائم على الوطن الأم.
وأتاح قانون ماكاران-والتر للأشخاص ذوي الأصول الآسيوية أن يهاجروا ويحصلوا على المواطنة، الأمر الذي كان محظورًا وفقًا لقوانين مثل قانون استبعاد الصينيين لعام 1882 وقانون استبعاد الآسيويين لعام 1924. ولقد كانت هجرة الصينيين على وجه التحديد متاحة قبل قانون ماكاران-والتر لمدة عقد من الزمن بواسطة قانون ماغنوسن لعام 1943، الذي أقِر نتيجة لتحالف أمريكا مع الصين خلال الحرب العالمية الثانية. في حين أتيح للأمريكيين اليابانيين والأمريكيين الكرويين أن يحصلوا على الجنسية للمرة الأولى بواسطة قانون ماكاران-والتر. وباتت التغييرات الإجمالية في النظرة إلى الآسيويين ممكنة بسبب سياسات الحرب الباردة، إذ سمح قانون الأشخاص المهجرين لعام 1948 للطلاب الأمريكيين الصينيين المناهضين للشيوعية والذين كانوا يخشون من العودة إلى الحرب الأهلية الصينية بالبقاء في الولايات المتحدة، ثم توسعت هذه الأحكام وفقًا لقانون نجدة اللاجئين لعام 1953.

غير أنه ثمة فقرة أساسية من الأحكام تفوض الرئيس بنقض هذه الحصص (القسم 212-f)، وتقول نصًا: 
«متى ما رأى الرئيس في دخول أي أجانب من أي طبقة من الأجانب إلى الولايات المتحدة أذية لمصالح الولايات المتحدة، فيمكنه -من خلال التصريح وللمدة الزمنية التي يراها ضرورية- أن يعلّق دخول جميع الأجانب أو أي طبقة من الأجانب سواء أكان ذلك بوصفهم مهاجرين أم غير مهاجرين، أو يفرض على دخول الأجانب أي تقييدات يراها مناسبة».
وعُدل قانون 1952 بواسطة قانون الهجرة والجنسية لعام 1965، ليضم فقرة تقول نصًا: «يجب ألا يحظى أي شخص بتفضيل أو أولوية أو يتعرض للتمييز في ما يتعلق بإصدار تأشيرة الهجرة لأسباب تعود إلى عرقه أو جنسه أو جنسيته أو مسقط رأسه أو مكان إقامته».
ولقد قوبل كل من الأمر التنفيذي رقم 13769 وبعده الأمر التنفيذي رقم 13780 والإعلان الرئاسي رقم 9645 -الصادرة جميعها في عام 2017 بتفويض من قوانين الهجرة والجنسية والتي سعت إلى فرض تضييق شامل على دخول مواطني عدة دول إلى الولايات المتحدة- بمجابهات قضائية وتعرضت أجزاء منها لعدة أوامر تقييدية. وفي 26 يونيو 2018، أيدت المحكمة العليا للولايات المتحدة الصلاحية التي تخول الرئيس تنفيذ هذه التقييدات في قضية «ترامب ضد هاواي».